# Opération Anthropoid (film)
Pour plus de détails, voir Fiche technique et Distribution.
Opération Anthropoid ou Opération anthropoïde au Québec (Anthropoid) est un film britannico-franco-tchèque réalisé par Sean Ellis, sorti en 2016.
Il raconte l'histoire de l'assassinat du SS-Obergruppenführer Reinhard Heydrich à Prague au printemps 1942. Cet assassinat est exécuté par trois soldats tchécoslovaques, entraînés au Royaume-Uni et parachutés en Tchécoslovaquie occupée quelques mois avant l’attentat.

## Synopsis
Fin 1941 en Écosse, Jan Kubiš et Josef Gabcik, deux soldats de l’armée tchécoslovaque en exil, reçoivent la mission d’éliminer le SS-Obergruppenführer und General der Polizei Reinhard Heydrich à Prague, la mission est baptisée opération Anthropoid.

## Fiche technique
Sauf indication contraire, les informations mentionnées dans cette section peuvent être confirmées par la base de données cinématographiques IMDb,  présente dans la section « Liens externes ».
- Titre original : Anthropoid
- Titre français : Opération Anthropoid
- Titre québécois : Opération anthropoïde
- Réalisation : Sean Ellis
- Scénario : Sean Ellis et Anthony Frewin
- Musique : Guy Farley et Robin Foster
- Décors : Morgan Kennedy et Ussal Smithers
- Costumes : Josef Cechota
- Photographie : Sean Ellis
- Montage : Richard Mettler
- Production : Sean Ellis, Mickey Liddell et Pete Shilaimon
- Production déléguée : Chris Curling, Léonard Glowinski, Krystof Mucha, David Ondrícek et Anita Overland
- Sociétés de production : LD Entertainment, 22h22 et Lucky Man Films
- Pays de production :  Royaume-Uni,  France et  République tchèque
- Langue originale : anglais
- Format : couleur - 2.35:1 - 16 mm
- Genre : drame historique, guerre
- Durée : 120 minutes
- Dates de sortie[1] :
  - Royaume-Uni : 9 septembre 2016
  - République tchèque : 1er juillet 2016 (festival international du film de Karlovy Vary) ; 28 septembre 2016 (sortie nationale)
  - France : 1er novembre 2016 (directement en vidéo[2])

## Distribution
- Jamie Dornan (VF : Axel Kiener ; VQ : Éric Bruneau) : Jan Kubiš
- Cillian Murphy (VF : Adrien Antoine ; VQ : Pierre-Étienne Rouillard) : Josef Gabcik

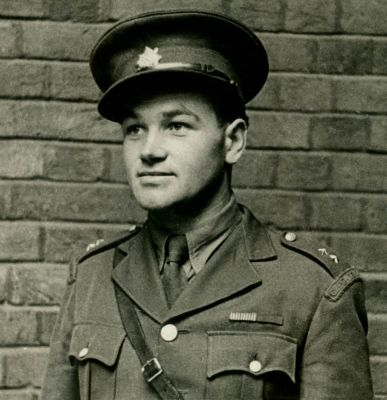
Le Tchèque Jan Kubiš.

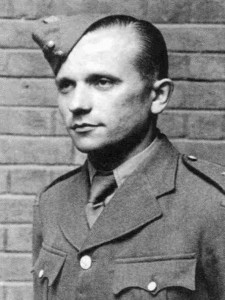
Le Slovaque Jozef Gabčík.

- Charlotte Le Bon (VF et VQ : elle-même) : Marie Kovárniková
- Toby Jones (VQ : François Sasseville) : Jan Zelenka-Hajský (cs)
- Harry Lloyd (VQ : Maxime Séguin-Durand) : Adolf Opálka
- Detlef Bothe (en) : Reinhard Heydrich
- Alena Mihulová (cs) (VQ : Élise Bertrand) : Marie Moravek
- Anna Geislerová (VQ : Nathalie Coupal) : Lenka Fafková
- Bill Milner (en) : At'a Moravec
- Jan Hájek (VQ : Pierre Auger) : Bretislav Bauman
- Marcin Dorociński (VQ : Daniel Picard) : Ladislav Vaněk (cs)
- Sean Mahon (en) (VQ : Alain Zouvi) : Dr Eduard
- Sam Keeley (en) (VF : Alexis Gilot) : Josef Bublík
- Mish Boyko : Jan Hrubý (cs)

 * Version française réalisé par Déborah Perret chez Dubbing Brothers 
 Source et légende : version québécoise (VQ) sur Doublage.qc.ca

## Accueil

### Critiques
Sur l'agrégateur américain Rotten Tomatoes, le film récolte 66 % d'opinions favorables pour 104 critiques. Sur Metacritic, il obtient une note moyenne de 59⁄100 pour 29 critiques.

## Autour du film
Un autre film traitant du même fait était prévu pour sortir également en 2016, HHhH.
Adapté par Cédric Jimenez du roman écrit par le Français Laurent Binet, le film traite de la même opération Anthropoid. Il ne sortira finalement qu'en 2017.